# Zmarli w styczniu 2018

## Styczeń 2018
- 31 stycznia
  - Rasual Butler – amerykański koszykarz[1]
  - Janusz Cywiński – polski działacz podziemia niepodległościowego w czasie II wojny światowej, kawaler orderów[2][3]
  - Feliks Dudkowiak – polski działacz ludowy i samorządowy, kawaler orderów[4]
  - Chajjim Guri – izraelski poeta i pisarz[5]
  - Jerzy Jedlicki – polski historyk idei, działacz opozycji antykomunistycznej[6]
  - Andrzej Jeziorski – polski lotnik, pilot samolotów cywilnych i wojskowych, podpułkownik, uczestnik II wojny światowej[7]
  - Łeonid Kadeniuk – ukraiński kosmonauta, polityk[8]
  - Leah LaBelle – amerykańska piosenkarka[9]
  - Anatolij Rieznikow – rosyjski reżyser filmów animowanych[10]
  - Erwin de Vries – surinamski artysta[11]
  - Gérard Welter – francuski designer motoryzacyjny[12]
- 30 stycznia
  - Edward Brzęczek – polski inżynier i działacz państwowy, wojewoda koniński[13]
  - Romano Cagnoni – włoski fotografik i fotoreporter[14]
  - Wiesław Maria Grudzewski – polski ekonomista, członek korespondent PAN[15]
  - Dorota Grynczel – polska malarka, profesor Akademii Sztuk Pięknych w Warszawie[16]
  - Vic Keeble – angielski piłkarz[17]
  - Tomasz Mackiewicz – polski himalaista[18]
  - Andrzej Malinowski – polski śpiewak operowy[19]
  - Krzysztof Mangel – polski elektryk, działacz podziemia niepodległościowego w czasie II wojny światowej, kawaler orderów[20][21]
  - Bernard Pruski – polski kolarz i trener[22]
  - Mark Salling – amerykański aktor[23]
  - Rolf Schafstall – niemiecki piłkarz, trener[24]
  - Clyde Scott – amerykański lekkoatleta, płotkarz, futbolista[25]
  - Eddie Shaw – amerykański muzyk bluesowy[26][27]
  - Chintaman Vanaga – indyjski polityk[28]
  - Azeglio Vicini – włoski piłkarz, trener[29]
  - Ron Walker – australijski przedsiębiorca[30]
  - Louis Zorich – amerykański aktor filmowy[31]
- 29 stycznia
  - Barbara Buczek-Płachtowa – polski archeolog, publicystka i regionalistka[32]
  - Ion Ciubuc – mołdawski polityk, b. premier Mołdawii[33]
  - Milorad Đurić – serbski koszykarz[34]
  - Jan Grzonkowski – polski inżynier, działacz SEP, kawaler orderów[35]
  - Krystyna Łyczkowska – polska orientalistka, asyriolog, prof. dr hab.[36]
  - Rick McKay – amerykański reżyser filmów dokumentalnych[37]
  - Jinadasa Niyathapala – lankijski polityk[38]
  - Francisco Núñez Olivera – hiszpański superstulatek, najstarszy mężczyzna na świecie[39]
  - Krzysztof Olszowiec – polski funkcjonariusz państwowy, podpułkownik Biura Ochrony Rządu[40][41]
  - Clive van Ryneveld – południowoafrykański krykiecista[42]
  - Jay Switzer – kanadyjski przedsiębiorca[43][44]
  - Danuta Turzeniecka – polska metrolog, prof. dr hab.[45]
  - Marek Wisła – polski kajakarz, olimpijczyk (1980)[46]
- 28 stycznia
  - Józef Tadeusz Baliszewski – polski działacz kulturalny[47][48]
  - Ewa Buszman – polska farmaceutka, prof. dr hab. n. farm.[49]
  - Stanisław Gano – polski trener lekkoatletyki[50]
  - Kalamandalam Geethanandan – indyjski aktor[51]
  - Antônio Marochi – brazylijski duchowny katolicki, biskup[52]
  - Maxwell Noronha – indyjski duchowny katolicki, biskup[53]
  - Stanisław Ozonek – polski działacz kombatancki, kawaler orderów[54]
  - Dharmasena Pathiraja – lankijski reżyser filmowy[55]
  - Sebastian Rybarczyk – polski dziennikarz[56]
  - Coco Schumann – niemiecki muzyk jazzowy, więzień obozu Auschwitz[57][58]
  - Gene Sharp – amerykański politolog, pisarz[59]
  - Oleg Sinkow – ukraiński hokeista[60]
  - Władysława Stola – polski geograf, prof. dr hab.[61][62]
  - Rande Stottlemyer – amerykański wrestler[63]
  - Edward Surdyka – polski trener piłki ręcznej, m.in. kobiecej reprezentacji Polski[64]
  - Barbara Wałkówna – polska aktorka[65]
- 27 stycznia
  - Władimir Afanasjew – rosyjski śpiewak operowy[66]
  - Niki Bettendorf – luksemburski polityk[67]
  - Lech Buczowski – polski specjalista zarządzania, prof. dr hab.[68]
  - Edekkalu Chandrashekhar – kanadyjski aktor filmowy[69]
  - Royal Galipeau – kanadyjski polityk[70]
  - Ingvar Kamprad – szwedzki przemysłowiec, założyciel IKEA[71]
  - Göran Nicklasson – szwedzki piłkarz[72]
  - Maryo de los Reyes – filipiński reżyser filmowy[73]
  - Marija Sahakian – rosyjska reżyserka filmowa, pochodzenia ormiańskiego[74]
  - Jerry Sneva – amerykański kierowca wyścigowy[75]
- 26 stycznia
  - Buzz Clifford – amerykański piosenkarz[76]
  - Supriya Devi – indyjska aktorka filmowa[77]
  - José Diaz Cueva – ekwadorski duchowny katolicki, biskup[78]
  - Kacper Gondek – polski kajakarz górski[79]
  - Elizabeth Hawley – amerykańska dziennikarka i kronikarka wypraw himalajskich[80]
  - Jan Hławiczka – polski działacz kulturalny[81]
  - Tadeusz Jasiński – polski inżynier kolejnictwa, przedsiębiorca, działacz społeczny i sportowy[82]
  - Franjo Knežević – chorwacki poeta i piosenkarz[83]
  - Ryszard Kruk – polski siatkarz i trener siatkówki, selekcjoner reprezentacji Polski[84]
  - Hiromu Nonaka – japoński polityk[85]
  - Ryszard Sztanke – polski polityk i lekarz weterynarii, wicewojewoda chełmski (1989–1990)[86]
  - Boris Tumanow – rosyjski dziennikarz[87]
  - Sali Xhixha – albański malarz[88]
  - Igor Żukow – rosyjski pianista i dyrygent[89]
- 25 stycznia
  - Claribel Alegría – nikaraguańska poetka i pisarka[90]
  - Tommy Banks – kanadyjski pianista, dyrygent i polityk[91]
  - Daniel Buechlein – amerykański duchowny katolicki, arcybiskup[92]
  - Neagu Djuvara – rumuński historyk, dyplomata, filozof, dziennikarz i powieściopisarz[93]
  - Arnaud Giovaninetti – francuski aktor teatralny i filmowy[94]
  - Jan Grzegorzewicz – polski regionalista[95]
  - Ibrahim Handžić – bośniacki aktor teatralny i filmowy[96]
  - Hari Pal Kaushik – indyjski hokeista na trawie[97]
  - Vuk Krnjević – serbski poeta i pisarz[98]
  - Józef Lemański – polski działacz konspiracji niepodległościowej w czasie II wojny światowej, kawaler orderów[99]
  - John Morris – amerykański kompozytor filmowy i telewizyjny[100]
  - Milan Ramljak – chorwacki prawnik i polityk[101]
  - Ludmiła Senczina – radziecka i rosyjska śpiewaczka i aktorka[102]
  - Benito Stern – urugwajski polityk[103]
  - José Ruiz Venegas – hiszpański kompozytor[104]
- 24 stycznia
  - Michał Aniempadystau – białoruski designer, grafik i poeta[105]
  - Gonzalo Facio – kostarykański polityk i dyplomata[106]
  - Lucjan Franczak – polski działacz piłkarski, trener[107]
  - Renaud Gagneux – francuski kompozytor[108]
  - Jack Ketchum – amerykański pisarz[109]
  - Krishna Kumari – indyjska aktorka filmowa[110]
  - Zofia Legańska – polska dziennikarka[111]
  - Kazimiera Milanowska – polska specjalistka w zakresie rehabilitacji, prof. dr hab. n. med.[112]
  - Warren Miller – amerykański reżyser filmowy[113][114]
  - Ryszard Pochroń – polski aktor[115]
  - Mark E. Smith – brytyjski wokalista, członek i lider grupy The Fall[116]
- 23 stycznia
  - Jesús Glück – hiszpański muzyk i kompozytor[117]
  - Jerzy Jurczyk – polski chemik, prof. zw. dr hab.[118][119]
  - Hugh Masekela – południowoafrykański trębacz, kompozytor i wokalista jazzowy[120]
  - Jan Nowakowski – polski nauczyciel, działacz partyjny i samorządowy, przewodniczący Prezydium WRN w Suwałkach (1980–1984)[121]
  - Nicanor Parra – chilijski matematyk i poeta[122]
  - Gertraude Portisch – austriacka pisarka[123]
  - Janno Reiljan – estoński ekonomista, polityk, eurodeputowany[124]
  - Attila Verestoy – rumuński polityk[125]
  - Lari White – amerykańska piosenkarka country[126]
- 22 stycznia
  - Jimmy Armfield – angielski piłkarz[127]
  - Agustin Bandrich – meksykański aktor, reżyser i muzyk[128]
  - Emilio Gastón – hiszpański poeta i polityk[129]
  - Billy Hancock – amerykański muzyk rockabilly[130]
  - Jerzy Kurjaniuk – polski pedagog, specjalista w zakresie dydaktyki, pedagogiki pracy i zawodoznawstwa[131]
  - Ursula K. Le Guin – amerykańska pisarka science fiction i fantasy[132]
  - Tomasz Malinowski – polski dziennikarz i publicysta[133][134]
  - Ceylon Manohar – lankijski aktor i wokalista[135]
  - Henryk Tymoteusz Marciniak – polski duchowny starokatolicki i polskokatolicki, biskup podziemnego Kościoła Starokatolickiego w PRL[136]
  - Zdzisław Niemiatowski – polski architekt, działacz konspiracji niepodległościowej w czasie II wojny światowej, kawaler orderów[137]
  - Benedykt (Pieńkow) – rosyjski duchowny prawosławny,  namiestnik monasteru Pustelnia Optyńska[138]
  - Janusz Stacewicz – polski ekonomista, prof. dr hab.[139][140]
- 21 stycznia
  - Yves Alfonso – francuski aktor[141]
  - Roman Biczkowski – polski funkcjonariusz Ochotniczej Straży Pożarnej, Honorowy Obywatel Żukowa[142][143]
  - Chartchai Chionoi – tajski bokser[144]
  - Maria Ćwiklińska – polska prawniczka, dama orderów[145]
  - Khagen Das – indyjski polityk[146]
  - Philippe Gondet – francuski piłkarz[147]
  - Wiaczesław Gwozdkow – rosyjski aktor i reżyser[148]
  - Jim Johannson – amerykański hokeista[149]
  - Jens Okking – duński aktor i polityk, eurodeputowany[150]
  - Lidia Ostałowska – polska dziennikarka i reportażystka[151]
  - Jun Tae Soo – południowokoreański aktor[152]
  - Connie Sawyer – amerykańska aktorka[153]
  - Stefan Smoczyński – polski psychiatra, prof. dr hab.[154][155][156]
- 20 stycznia
  - Bojan Beladović – chorwacki muzyk[157]
  - Paul Bocuse – francuski kuchmistrz[158]
  - Tomasz Breitkopf – polski działacz konspiracji niepodległościowej w czasie II wojny światowej, powstaniec warszawski, kawaler orderów[159]
  - Lee Fancourt – brytyjski kolarz[160]
  - Antoni Glazemaker – holenderski duchowny starokatolicki, arcybiskup[161]
  - Mario Guccio – belgijski wokalista rockowy[162]
  - Gülcahan Güləhmədova-Martınova – azerska reżyserka teatralna[163]
  - Graeme Langlands – australijski rugbysta[164]
  - Sylvester Carmel Magro – maltański biskup katolicki[165]
  - Hanna Majewska-Zalewska – polska specjalistka chorób płuc u dzieci, pediatra, dama orderów[166][167]
  - Jim Rodford – angielski muzyk rockowy[168]
  - Miyako Sumiyoshi – japońska panczenistka[169]
  - Jerzy Wojciechowski – polski regionalista i muzealnik, w latach 1982–2012 dyrektor Muzeum Ziemi Kępińskiej[170]
  - Leszek Żuchowski – polski kompozytor muzyki teatralnej[171][172][173]
- 19 stycznia
  - Dik Abed – południowoafrykański krykiecista[174]
  - Munnu Bhai – pakistański dziennikarz i poeta[175]
  - Anna Campori – włoska aktorka[176]
  - Olivia Cole – amerykańska aktorka[177]
  - Maurice Couture – kanadyjski duchowny katolicki, arcybiskup[178]
  - Alain Devaquet – francuski polityk[179]
  - Dorothy Malone – amerykańska aktorka, laureatka Oscara[180]
  - Mieczysław Motas – polski historyk i archiwista[181][182][183]
  - Célio de Oliveira Goulart – brazylijski duchowny katolicki, biskup[184]
  - Fredo Santana – amerykański raper[185]
  - Allison Shearmur – amerykańska producentka filmowa[186]
  - Greg Stewart – amerykański koszykarz[187]
- 18 stycznia
  - John Barton – brytyjski reżyser teatralny[188]
  - Luc Beyer de Ryke – belgijski polityk, dziennikarz i publicysta[189]
  - Zdeněk Braunschläger – czeski aktor[190]
  - Miguel Ángel Flores – meksykański poeta i tłumacz[191]
  - Alexander Götz – austriacki polityk[192]
  - Lucas Mangope – południowoafrykański polityk[193]
  - Carla Marangoni – włoska gimnastyczka, medalistka olimpijska[194]
  - Peter Mayle – brytyjski pisarz[195]
  - Jerzy Siuta – polski psycholog, prof. dr hab.[196][197]
  - Stansfield Turner – amerykański wojskowy, admirał Marynarki Wojennej Stanów Zjednoczonych[198]
  - Albino Varotti – włoski kompozytor i muzyk, franciszkanin[199]
  - Joseph Wang Yu-jung – tajwański duchowny katolicki, biskup[200]
- 17 stycznia
  - Augusto Polo Campos – peruwiański kompozytor[201]
  - Barbara Dębiec – polski kardiolog dziecięcy, prof. zw. dr hab.[202][203]
  - Jessica Falkholt – australijska aktorka[204]
  - Jerzy Gros – polski lekkoatleta, długodystansowiec[205]
  - Mieczysław Gulcz – polski ekonomista, prof. dr hab.[206][207]
  - Stefan Ilijew – bułgarski aktor[208]
  - Sture Johannesson – szwedzki artysta[209]
  - Ilir Luarasi – albański piłkarz[210]
  - Roman Mądrochowski – polski piłkarz[211]
  - Andrzej Teodor Proba – polski milicjant, działacz związkowy, kawaler orderów[212]
  - Simon Shelton – brytyjski aktor[213]
  - Zdzisław Smektała – polski dziennikarz, felietonista, literat i aktor[214]
  - Ryszard Wajszczak – polski działacz polityczny związany z Unią Pracy[215][216]
- 16 stycznia
  - Bradford Dillman – amerykański aktor[217]
  - Dave Holland – brytyjski perkusista rockowy, członek zespołów Judas Priest i Trapeze, przestępca[218]
  - Madalena Iglésias – portugalska piosenkarka[219]
  - Oliver Ivanović – kosowski polityk[220]
  - Piotr Jurczenkow – białoruski aktor[221]
  - Eugeniusz Jureczko – polski duchowny katolicki, oblat, biskup Yokadouma w Kamerunie[222]
  - Wilhelm Melliger – szwajcarski zawodnik i trener jeździectwa, medalista olimpijski[223]
  - Geevarghese Divannasios Ottathengil – indyjski duchowny katolicki obrządku syromalankarskiego, biskup[224]
  - John Spellman – amerykański polityk, gubernator stanu Waszyngton[225]
  - Józefa Styrna – polski biolog, prof. dr hab.[226][227][228]
  - Ferdynand Szypuła – polski grafik i scenograf[229]
  - Jewgienij Warnaczow – radziecki polityk[230]
  - Jo Jo White – amerykański koszykarz, mistrz olimpijski z Meksyku (1967)[231]
- 15 stycznia
  - Wiktor Anpiłow – rosyjski polityk, dziennikarz i działacz związkowy[232]
  - Vladimír Černušák – słowacki działacz sportowy[233]
  - Bogusław Cygan – polski piłkarz[234][235]
  - Rudy Espinoza – kostarykański malarz[236]
  - Antonio Garrido – hiszpański polityk[237]
  - Edwin Hawkins – amerykański kompozytor i muzyk gospel[238]
  - Kinga Kęsik – polska zawodniczka i mistrzyni fitness[239]
  - Marian Kokociński – polski adwokat, redaktor prasy prawniczej[240][241]
  - Wanda Krukowska – polska działaczka społeczna na Łotwie, w latach 2000–2012 przewodnicząca Związku Polaków na Łotwie[242]
  - Karl-Heinz Kunde – niemiecki kolarz szosowy[243]
  - MBrother – polski producent muzyki klubowej[244]
  - Dolores O’Riordan – irlandzka wokalistka zespołu The Cranberries[245][246]
  - Barbara Otwinowska – polska badaczka literatury, profesor dr. hab nauk humanistycznych, sanitariuszka i łączniczka AK[247][248]
  - Halina Perkowska – polski filozof, prof. dr hab.[249][250]
  - Grzegorz Stachurski – polski aktor i działacz emigracyjny[251]
  - Leopold Stawecki – polski pilot, działacz opozycji demokratycznej w okresie PRL[252][253]
  - Tadeusz Wołoszyn – polski duchowny katolicki, jezuita, profesor nadzwyczajny Papieskiego Wydziału Teologicznego w Warszawie[254][255]
  - Peter Wyngarde – brytyjski aktor[256]
- 14 stycznia
  - Basri Çapriqi – albański poeta i publicysta[257]
  - Dan Gurney – amerykański kierowca wyścigowy, konstruktor i założyciel zespołu All American Racers[258]
  - Krzysztof Jaskólski – polski hokeista[259]
  - Józef Kałużny – polski okulista, prof. dr hab.[260]
  - Krystyna Karwowska – polska specjalistka nauk rolniczych, prof. dr hab.[261][262][263]
  - Marek Łagoda – polski specjalista w zakresie budowy i konstrukcji mostów, profesor nadzwyczajny Instytutu Badawczego Dróg i Mostów[264][265]
  - Grzegorz Łazarek – polski piłkarz[266]
  - Erling Mandelmann – duński fotograf[267]
  - Janusz Matusewicz – polski chemik, wykładowca akademicki, autor podręczników, kawaler orderów[268]
  - François Morel – kanadyjski kompozytor, pianista i dyrygent[269]
  - Tadeusz Okrasa – polski filozof, profesor nadzwyczajny Wyższej Szkoły Administracyjno-Społecznej w Warszawie[270][271][272]
  - Urszula Pająk – polska działaczka związkowa, polityk, posłanka na Sejm RP[273]
  - Maria Płachecka-Gutowska – polska specjalistka chorób wewnętrznych, immunologii klinicznej i reumatologii, prof. zw. dr hab.[274][275]
  - Cyrille Regis – angielski piłkarz[276]
  - Jean Salem – francuski filozof[277]
  - Andrzej Samek – polski specjalista w zakresie projektowania procesów technologicznych, prof. dr hab. inż.[278][279]
  - Marlene VerPlanck – amerykańska wokalistka jazz i pop[280]
  - Hugh Wilson – amerykański reżyser i scenarzysta filmowy[281]
  - Andrzej Woźniak – polski etnolog, dr hab.[282][283]
- 13 stycznia
  - Grzegorz Chwalibóg – polski dziennikarz i publicysta[284]
  - Mohammed Hazzaz – marokański piłkarz[285]
  - Tzimis Panousis – grecki muzyk-kontestator, wokalista i artysta kabaretowy stand-up[286]
  - Jean Porter – amerykańska aktorka[287]
  - Julio Rocha – nikaraguański działacz piłkarski[288]
  - Walter Schuster – austriacki narciarz alpejski[289]
- 12 stycznia
  - Eddy Beugels – holenderski kolarz szosowy[290]
  - Rexhep Çeliku – albański tancerz i choreograf[291]
  - Anna Drzewicka – polska romanistka, literaturoznawczyni, mediewistka, prof. dr hab.[292][293]
  - Bella Emberg – brytyjska aktorka komediowa[294]
  - Maria Kobylańska – polska stomatolog, prof. dr hab. n. med.[295][296]
  - Jean-Louis Koszul – francuski matematyk[297]
  - Pierre Pincemaille – francuski organista i kompozytor[298]
  - Leon Ritzen – belgijski piłkarz[299]
  - John V. Tunney – amerykański polityk[300]
- 11 stycznia
  - Doug Barnard – amerykański polityk, kongresman[301]
  - Jerzy Ciemniewski – polski prawnik i polityk, poseł na Sejm I, II i III kadencji, sędzia Trybunału Konstytucyjnego[302]
  - Gene Cole – amerykański lekkoatleta, sprinter, wicemistrz olimpijski z 1952[303]
  - Raul Pichi Garcia – salwadorski piłkarz[304]
  - Ruy Faria – brazylijski wokalista i producent muzyczny[305]
  - Noemi Lapzeson – szwajcarska tancerka[306]
  - Takis Lukanidis – grecki piłkarz[307]
  - Arkadi Waispapir – radziecki żołnierz pochodzenia żydowskiego, uczestnik powstania i masowej ucieczki więźniów z obozu zagłady w Sobiborze[308]
- 10 stycznia
  - Rocky Agusta – włoski kierowca wyścigowy[309]
  - Leopold Ahlsen – niemiecki dramaturg i reżyser teatralny[310]
  - Étienne Bally – francuski lekkoatleta, sprinter[311]
  - Eddie Clarke – brytyjski gitarzysta i wokalista rockowy, członek grupy Motörhead[312]
  - Michaił Dierżawin – rosyjski aktor teatralny i filmowy[313]
  - Tadeusz Dmyterko – polski działacz partyjny i państwowy, wojewoda zamojski (1975–1976)[314]
  - David Fisher – amerykański pisarz, scenarzysta[315]
  - Tommy Lawrence – szkocki piłkarz, bramkarz FC Liverpool[316]
  - Tom Luken – amerykański polityk Partii Demokratycznej[317]
  - Philippe Marchand – francuski polityk, b. minister spraw wewnętrznych[318]
  - Zygmunt Sadowski – polski kardiolog, prof. dr hab. n. med.[319][320]
- 9 stycznia
  - Jewgienij Awrorin – rosyjski fizyk[321]
  - Bogusław Banaszak – polski prawnik, profesor i dziekan Wydziału Prawa i Administracji Uniwersytetu Zielonogórskiego, sędzia Trybunału Stanu[322]
  - Włodzimierz Krysiak – polski pedagog, dr hab.[323][324]
  - Terence Marsh – brytyjski scenograf[325]
  - Gerald Morkel – południowoafrykański polityk, premier Zachodniej Prowincji Przylądkowej w latach 1998–2001[326]
  - Odvar Nordli – norweski polityk, premier Norwegii w latach 1976–1981[327]
  - Olivia Nova – amerykańska modelka i aktorka pornograficzna[328]
  - Kato Ottio – papuaski rugbysta[329]
  - Mario Perniola – włoski filozof[330]
  - Aleksandr Wiediernikow – radziecki i rosyjski śpiewak operowy[331]
- 8 stycznia
  - Hans Aabech – duński piłkarz[332]
  - Salvador Borrego – meksykański dziennikarz i publicysta, propagator teorii spiskowych[333]
  - Yvonne Englich – niemiecka zapaśniczka[334][335]
  - Juan Carlos Garcia – honduraski piłkarz[336]
  - Stefan Grochowski – polski architekt[337]
  - Denise LaSalle – amerykańska wokalistka bluesowa[338]
  - Vojtěch Lindaur – czeski dramaturg[339]
  - Antonio Munguía – meksykański piłkarz[340]
  - Marek Pawłowski – polski pilot i sędzia rajdowy, działacz motoryzacyjny[341][342]
  - Rui Pena – portugalski prawnik i polityk, minister ds. reformy administracji (1978) i obrony narodowej (2001–2002)[343]
  - Donnelly Rhodes – kanadyjski aktor[344]
  - George Maxwell Richards – trynidadzki polityk, prezydent Trynidadu i Tobago w latach 2003–2013[345]
  - Joan Rojas – hiszpański przedsiębiorca, twórca i producent Buff[346]
  - Krystyna Tittenbrun – polska autorka publikacji z dziedziny informacji naukowej[347]
  - Andrzej Wykrętowicz – polski aktor[348][349]
- 7 stycznia
  - Meshary Al-Arada – kuwejcki piosenkarz i kompozytor[350]
  - Jim Anderton – nowozelandzki polityk[351]
  - Placide Deseille – francuski teolog prawosławny, archimandryta[352]
  - France Gall – francuska piosenkarka[353]
  - Markku Into – fiński poeta i performer[354]
  - Jozef Marušiak – słowacki tłumacz literatury polskiej[355]
  - Buster Stiggs – nowozelandzki perkusista rockowy[356]
  - Peter Sutherland – irlandzki polityk, dyrektor generalny GATT i Światowej Organizacji Handlu (WTO), prezes Goldman Sachs International[357]
  - Chris Tsangarides – brytyjski producent nagrań[358]
  - Bjørg Vik – norweska pisarka[359]
- 6 stycznia
  - Horace Ashenfelter – amerykański lekkoatleta, długodystansowiec, złoty medalista olimpijski (1952)[360]
  - Remídio José Bohn – brazylijski duchowny katolicki, biskup[361]
  - Elza Brandeisz – węgierska nauczycielka rytmiki, wyróżniona medalem Sprawiedliwy wśród Narodów Świata[362]
  - Marjorie Holt – amerykańska prawnik, polityk[363]
  - Heinz Hürten – niemiecki historyk[364]
  - Anna Jaczewska-Kalicka – polska specjalistka w zakresie ekonomiki ochrony roślin, profesor nadzwyczajny Instytutu Ochrony Roślin[365][366]
  - Edward Ochmański – polski matematyk, dr hab.[367][368]
  - Edmund Zbigniew Szaniawski – polski reżyser filmowy i scenarzysta[369]
  - Dave Toschi – amerykański policjant, główny śledczy w sprawie mordercy Zodiaka[370]
  - Greta Thyssen – duńska modelka i aktorka filmowa, Miss Danii[371]
- 5 stycznia
  - Antonio Valentín Angelillo – włoski piłkarz, pochodzenia argentyńskiego[372]
  - Emanuel Barbara – maltański duchowny katolicki, biskup[373]
  - Zdzisława Bem – polski radiolog, prof. dr hab.[374][375]
  - Aydın Boysan – turecki architekt, pisarz i dziennikarz[376]
  - Stanisław Bykowski – polski piłkarz[377]
  - Mikio Fujioka – japoński gitarzysta[378]
  - Tadeusz Golenia – polski dziennikarz[379]
  - Marián Labuda – słowacki aktor[380]
  - Vincent Mojwok Nyiker – południowosudański duchowny katolicki, biskup[381]
  - Agron Nika – albański piłkarz[382]
  - Münir Özkul – turecki aktor teatralny i filmowy[383]
  - Carlo Pedretti – włoski historyk sztuki[384]
  - Krzysztof Szaykowski – polski żużlowiec, kierowca rajdowy i działacz motoryzacyjny[385]
  - Barry Thomas – nowozelandzki rugbysta, trener i działacz sportowy[386]
  - Wacław Tkaczuk – polski dziennikarz radiowy, krytyk literacki, poeta[387]
  - Jerry Van Dyke – amerykański aktor[388]
  - John Young – amerykański astronauta[389]
  - Krystian Żołyński – polski ortopeda, prof. dr hab. n. med.[390][391]
- 4 stycznia
  - Aharon Appelfeld – izraelski pisarz i poeta[392]
  - Johannes Brost – szwedzki aktor[393]
  - Brendan Byrne – amerykański polityk i prawnik[394]
  - Naby Camara – gwinejski piłkarz i trener piłkarski[395]
  - Władimir Jankilewski – rosyjski malarz[396]
  - Zbigniew Jedliński – polski koszykarz[397]
  - Philipp Jenninger – niemiecki polityk[398]
  - Jean Lanher – francuski pisarz i językoznawca[399]
  - Teresa Pawłowska – polska dziennikarka i publicystka[400]
  - Mirosław Rozmus – polski generał dywizji Wojska Polskiego w stanie spoczynku, komendant główny Żandarmerii Wojskowej w latach 2010–2015[401]
  - Ray Thomas – angielski muzyk, wokalista zespołu The Moody Blues[402]
  - Geoffrey Vaughan – australijski naukowiec, edukator i rugbysta[403]
- 3 stycznia
  - Colin Brumby – australijski kompozytor i dyrygent[404]
  - Christos Doxaras – grecki aktor teatralny i filmowy[405]
  - Herbert Hermes – amerykański duchowny katolicki, biskup[406]
  - Bolesław Hozakowski – polski działacz kombatancki, kawaler orderów[407][408]
  - Aleksandra Jacher-Tyszko – polska muzealniczka, socjolog i etnografka, badaczka sztuki ludowej[409]
  - Keorapetse Kgositsile – południowoafrykański poeta i polityk[410]
  - Adeodato Micallef – maltański duchowny katolicki, biskup[411]
  - Darci Miguel Monteiro – brazylijski piłkarz i skaut piłkarski[412]
  - Erna Sinanović – bośniacka siatkarka[413]
  - Serafino Sprovieri – włoski duchowny katolicki, arcybiskup[414]
- 2 stycznia
  - Małgorzata Bocheńska – polska dziennikarka[415]
  - Marian Donat – polski judoka, olimpijczyk (1980)[416]
  - Rick Hall – amerykański producent muzyczny[417]
  - Ferdinando Imposimato – włoski prawnik, sędzia śledczy i polityk[418]
  - Jerzy Kubaszewski – polski dziennikarz[419]
  - Jacques Lassalle – francuski aktor, reżyser i dramaturg[420]
  - Thomas Monson – amerykański duchowny Kościoła Jezusa Chrystusa Świętych w Dniach Ostatnich[421]
  - Tomasz Sarnecki – polski grafik[422]
- 1 stycznia
  - Włodzimierz Kłosiński – polski specjalista rybołówstwa dalekomorskiego[423]
  - Maria Kokot – polska działaczka katolicka, członek Prymasowskiej Rady Społecznej[424]
  - Albino Longhi – włoski dziennikarz[425]
  - Robert Mann – amerykański skrzypek, kompozytor i dyrygent[426]
  - Régis Manon – gaboński piłkarz[427]
  - Pierre Minvielle – francuski pisarz[428]
  - Dušan Mitošević – serbski piłkarz i trener[429]
  - Ebrahim Nafae – egipski dziennikarz[430]
  - Teodor Nietupski – polski naukowiec, profesor nauk rolniczych[431]
  - Manuel Olivencia – hiszpański ekonomista, dyplomata[432]
  - Zbigniew Osiński – polski teatrolog, historyk teatru i wykładowca akademicki[433]
  - Stanisław Jan Rostworowski – polski dziennikarz, publicysta i katolicki działacz społeczny, poseł na Sejm PRL VI, VII i VIII kadencji[434]
  - Franciszek Sagan – polski uczestnik podziemia niepodległościowego w czasie II wojny światowej, kawaler orderów[435][436]
  - Tadeusz Sąsara – polski działacz siatkarski[437]
  - Mauro Staccioli – włoski rzeźbiarz[438]
  - Jon Paul Steuer – amerykański aktor[439]
  - Paweł Twarkowski – polski radiolog, dr hab.[440]

data dzienna nieznana
- Gert Brauer – niemiecki piłkarz reprezentujący NRD[441]
- Anna Łoś – polska fotografka i fotoreporterka[442]
- Leszek Nawrocki – polski historyk, regionalista[443][444]
- Józef Suda – polski lekarz, działacz katolicki, żołnierz AK, kawaler orderów[445]